# Myrmeleon javanensis
Myrmeleon javanensis är en insektsart som beskrevs av Van der Weele 1909. Myrmeleon javanensis ingår i släktet Myrmeleon och familjen myrlejonsländor. Inga underarter finns listade i Catalogue of Life.